# Microcharon antonellae
Microcharon antonellae är en kräftdjursart som beskrevs av Diana M.P. Galassi 1991. Microcharon antonellae ingår i släktet Microcharon och familjen Microparasellidae. Inga underarter finns listade i Catalogue of Life.